# 革鱗鮨
革鱗鮨，為輻鰭魚綱鱸形目鱸亞目鮨科的其中一種，分布於西大西洋區，從美國北卡羅萊納州至巴西里約熱內盧海域，棲息深度3-213公尺，本魚體及魚鰭黑色，並具有許多白斑，胸鰭大，鱗片光滑，體長可達91公分，生活在深水礁石區，為底棲性魚類，常躲藏在岩石縫隙或洞穴，屬肉食性，可作為食用魚。